# Storia della pizza

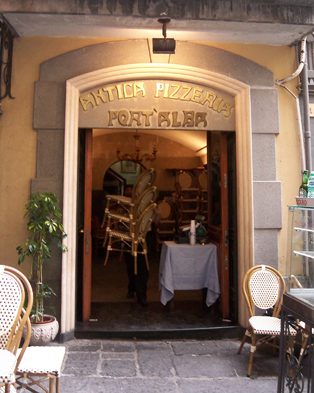
Antica Pizzeria Port'Alba a Napoli

La storia della pizza è lunga, complessa e incerta. Le prime attestazioni scritte del termine risalgono al latino volgare di Gaeta nel 997, come compenso per un contratto di affitto di un mulino situato nel territorio dell'attuale Comune di Castelforte e in un contratto di locazione con data sul retro 31 gennaio 1201 a Sulmona, e in seguito in quello di altre città italiane come Roma, L'Aquila, Pesaro, Penne, ecc. L'accezione non era però quella attuale, dacché ancora tra il Seicento e l'Ottocento nei ricettari napoletani la parola "pizza" indicava preparazioni rustiche e dolci da cuochi piuttosto che da pizzaioli.
Nel XVI secolo a Napoli a un pane schiacciato venne dato il nome di pizza che deriva, secondo alcune fonti dal greco antico πίττα?, pítta, "focaccia".
Prima del XVII secolo la pizza era coperta con condimento bianco. Fu più tardi arricchita con olio d'oliva, formaggio, pomodori o pesce: nel 1843, Alexandre Dumas descrisse la diversità dei condimenti della pizza.
La comparsa della pizza marinara (diversa da quella attuale) risale al 1734. Una narrazione universalmente diffusa racconta che nel giugno 1889, per onorare la Regina d'Italia Margherita di Savoia, il cuoco Raffaele Esposito abbia preparato la "Pizza Margherita", condita con pomodori, mozzarella e basilico, per rappresentare i colori della bandiera italiana.

## Origini
Il pane è uno dei cibi preparati più antichi e le sue origini risalgono almeno al Neolitico. Nel corso della storia, sono stati aggiunti diversi ingredienti al pane, per conferirgli particolari sapori. Alcuni archeologi italiani e francesi hanno trovato in Sardegna un tipo di pane infornato risalente a circa 3.000 anni fa. Secondo il parere di Philippe Marinval, le popolazioni della Sardegna conoscevano e utilizzavano il lievito. Gli antichi greci preparavano un pane di forma appiattita, chiamato πλακοῦς (plakous, genitivo πλακοῦντος - plakountos), che veniva condito con vari aromi, tra cui aglio e cipolla. Inoltre si dice che il re dei persiani, Dario il Grande (521-486 a.C.) cuoceva un tipo di pane appiattito usando gli scudi per la cottura, con una farcitura di formaggio e datteri, e nel I secolo a.C. il poeta latino Virgilio (noto anche come Publio Virgilio Marone) da Andes (Mantova) fa riferimento all'antica idea del pane come piatto commestibile o tagliere per altri cibi in questo estratto del suo poema latino, l'Eneide:
Altro per avventura allor non v'era
di che cibarsi. Onde, finiti i cibi,
volser per fame a quei lor deschi i denti,
e motteggiando allora: «O - disse Iulo -
fino a le mense ancor ne divoriamo?»
Questi pani di forma piatta, come la pizza, provengono dell'area del Mediterraneo e altri esempi di essi che sopravvivono ai giorni nostri da quell'antico mondo sono la "focaccia" che può essere fatta risalire fino agli antichi etruschi; la "coca" (che ha varietà sia dolci che salate) della Catalogna, della zona di Valencia e delle Isole Baleari, la "pita" greca e italiana o "pide" in turco o "piadina" in romagnolo. Pani simili, sempre a forma piatta, in altre parti del mondo comprendono il "paratha" indiano, il "naan" sudasiatico, il "carasau", la "spianata" e il "pistocu" sardi, la "flammkuchen" alsaziana e il "rieska" finlandese.

## La genesi

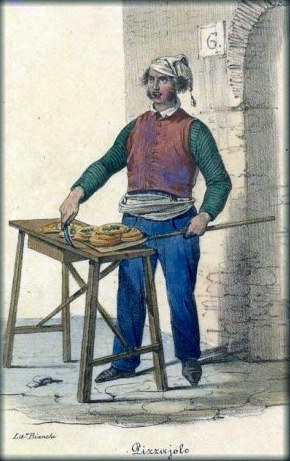
Pizzaiolo napoletano nel 1830 (litografia presso la Civica Raccolta delle Stampe "Achille Bertarelli" a Milano).

Vi sono notizie che risalgono alla fine del Cinquecento ed inizi del Seicento di una pizza soffice chiamata alla "mastunicola", ossia preparata con basilico (strutto, formaggio, foglie di basilico e pepe).
In seguito si diffuse la pizza ai "cecinielli", ossia preparata con minutaglia di pesce. La prima vera unione tra la pasta ed il pomodoro (accolto all'inizio con diffidenza) avvenne a metà del Settecento nel Regno di Napoli. La pizza a Napoli fu popolarissima sia presso i napoletani più poveri che presso i nobili, compresi i sovrani borbonici.
Il successo della tipica pizza di Napoli fu agganciato anche alle vicende nazionali di Casa Savoia, tanto che la leggenda narra che proprio alla Regina Margherita di Savoia nel 1889 il pizzaiolo Raffaele Esposito avrebbe dedicato la "pizza Margherita", che rappresentava il nuovo vessillo tricolore con il bianco della mozzarella, il rosso del pomodoro ed il verde del basilico. Quella che oggi è chiamata pizza Margherita era tuttavia già stata preparata prima della dedica alla Regina d'Italia. Francesco De Bourcard nel 1858 riporta la descrizione dei principali tipi di pizza, ossia quelli che oggi prendono nome di pizza marinara, pizza margherita e calzone:
(Francesco de Bourcard, Usi e costumi di Napoli, Vol. II, pag. 124)
 La mozzarella veniva tagliata a fette sottili, disposte sulla salsa di pomodoro proprio a forma di margherita, con la successiva aggiunta delle foglie di basilico. 

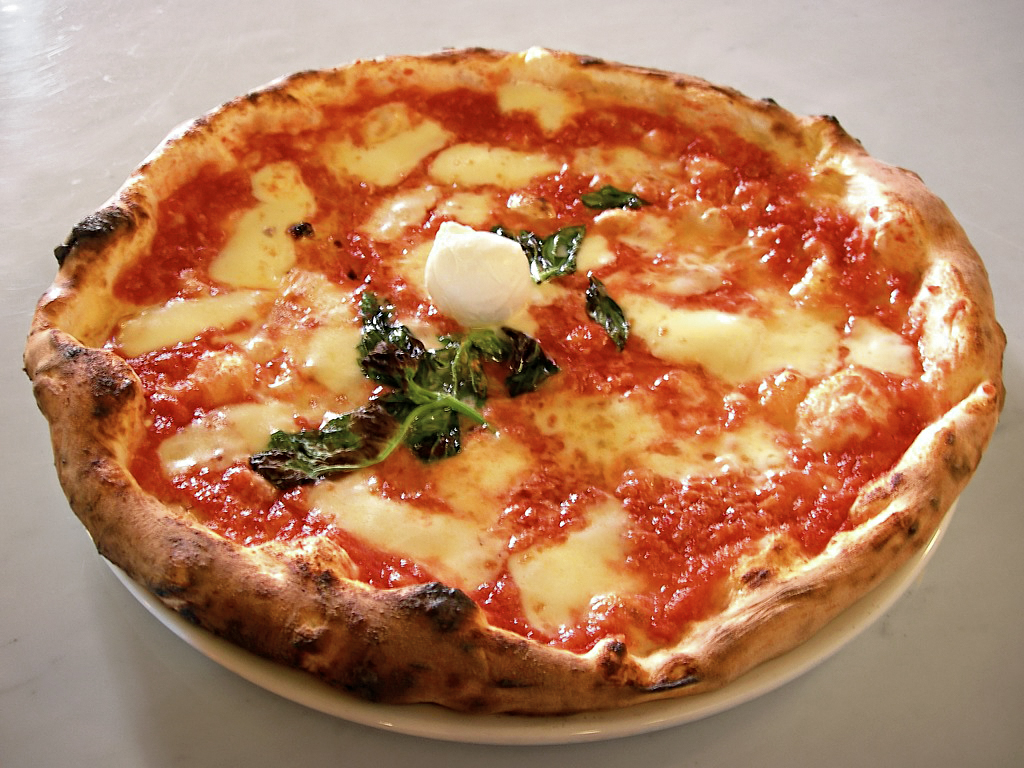
Pizza margherita

Bisogna tuttavia notare che già nel 1830, un certo "Riccio" nel libro Napoli, contorni e dintorni, aveva scritto di una pizza con pomodoro, mozzarella e basilico. Lentamente la focaccia di origine popolare arricchita con pomodoro si diffuse in tutte le classi sociali, pur continuando ad essere venduta dai fornai e consumata in piedi per strada.
Nel primo Ottocento, a Napoli, si diffondono le prime pizzerie in quanto locali in cui mangiare la pizza al tavolo, comodamente seduti. Ce ne dà testimonianza Francesco De Sanctis nelle sue memorie di giovinezza, indicando il luogo dove a sedici anni andava a mangiare la pizza con gli amici:
(Francesco De Sanctis, La giovinezza di Francesco de Sanctis: frammento autobiografico, pag. 39)
È il 1833, anno in cui, al Largo della Carità, Antonio La Vecchia apre “Le stanze di Piazza Carità", tuttora operanti sotto l'insegna Mattozzi; mentre, la pizzeria Port'Alba, era già dotata di sedute sin dal 1830.
Sino al principio del Novecento, la pizza e le pizzerie rimangono un fenomeno prettamente napoletano, e, più gradualmente, italiano (nell’Italia settentrionale iniziò a diffondersi solo in seguito alla Seconda guerra mondiale). Gli immigranti italiani, soprattutto negli Stati Uniti, fanno conoscere la pizza nelle strade di alcune grandi metropoli come New York e Chicago, e col tempo nascono anche lì dei locali dedicati alla sola pizza. Il primo viene aperto nel 1905 dal napoletano Gennaro Lombardi nella Little Italy di Manhattan. Al posto della legna Lombardi usa il carbone, e per surrogare l’irreperibile mozzarella condisce le sue preparazioni con formaggio statunitense. A partire invece dal secondo dopoguerra, la pizza, che a Napoli ha già circa tre secoli di vita, inizia a diffondersi in maniera capillare anche nel resto d'Italia, divenendo in seguito un fenomeno globale.
Gli italiani emigrati hanno fatto conoscere, apprezzare e modificare la pizza anche nel resto del mondo. Oggi ormai anche molti cuochi di differenti nazionalità sono diventati esperti pizzaioli per i quali esiste anche un campionato mondiale dove misurarsi. Oggi il giro di affari legato alla pizza (pizzerie, consegne a domicilio, surgelati, catene di fast food) è molto rilevante nel mondo, al punto che alcuni abili imprenditori (come ad esempio l'americano Tom Monaghan fondatore della Domino's Pizza) hanno costruito intorno alla pizza grandi fortune.

## Innovazione
L'innovazione che ci diede la particolare focaccia che chiamiamo pizza fu l'uso del pomodoro come condimento. Per alcuni anni dopo che il pomodoro tondo fu portato in Europa dalle Americhe nel XVI secolo, molti europei credevano che fosse velenoso (come varie altre piante del genere Solanum a cui appartiene). Solo sul finire del Settecento fu dato impulso a Napoli alla coltivazione del pomodoro lungo, e nel primo Ottocento i napoletani iniziarono a usarlo per condire la pizza (come del resto anche i maccheroni). Il piatto guadagnò in popolarità tra il secondo Settecento e il primo Ottocento e presto la pizza divenne un'attrazione turistica quando i viaggiatori del Grand Tour a Napoli si avventuravano nelle zone più povere della città per provare le specialità locali.
Una delle prime testimonianze sulla pizza a Napoli è data dallo scrittore francese, nonché appassionato gastronomo, Alexandre Dumas padre nella sua opera Il Corricolo, pubblicata nel 1843. Egli infatti scrive" La pizza è una specie di stiacciata, come se fanno a Saint Denis. È di forma rotonda e si lavora con la stessa pasta del pane: varia nel diametro secondo il prezzo... A prima vista sembra un cibo semplice. Sottoposta a esame, apparirà come un cibo complicato. La pizza è all'olio, al lardo, alla sugna, al pomodoro, ai pesciolini".
I napoletani prendono la loro pizza molto seriamente. I puristi, come nella famosa pizzeria “Da Michele” fondata nel 1870 da Michele Condurro in Via C. Sersale a Forcella, sostengono che esistono solo due vere pizze: la “Marinara” e la “Margherita”, ed è tutto ciò che servono. La Marinara è la più antica, anche se inizialmente non aveva il condimento di pomodoro, origano, aglio, olio extra-vergine d'oliva e solitamente basilico. Era condita con acciughe, capperi, origano, olive nere di Gaeta, sale e olio, ed era chiamata “Marinara” perché era il cibo che i pescatori mangiavano quando tornavano a casa dalle lunghe giornate di pesca nella Baia di Napoli. Non si conosce il nome dell'inventore della Margherita, quantunque attribuita al pizzaiolo Raffaele Esposito della pizzeria situata alla salita Sant'Anna di Palazzo, fondata alla fine del Settecento e attiva ancora oggi come "Pizzeria Brandi". Certo è che pomodoro lungo, mozzarella e basilico furono messi insieme intorno alla metà dell'Ottocento, quando veniva preparata soprattutto d'estate per la stagionalità del pomodoro.
L'"Associazione Verace Pizza Napoletana", fondata nel 1984, riconosce solo la Marinara e la Margherita verace ed ha stabilito le regole molto specifiche che devono essere seguite per un'autentica pizza napoletana.
Queste includono che la pizza deve essere cucinata in un forno a legno, alla temperatura di 485 °C per non più di 60-90 secondi; che la base deve essere fatta a mano e non deve essere utilizzato il mattarello o comunque non è consentito l'utilizzo di mezzi meccanici per la sua preparazione (i pizzaioli fanno la forma della pizza con le loro mani facendola "girare" con le loro dita) e che la pizza non deve superare i 35 cm di diametro o essere spessa più di un terzo di centimetro al centro. L'associazione seleziona anche le pizzerie nel mondo per produrre e diffondere la filosofia e il metodo della pizza verace napoletana. Ci sono molte pizzerie famose a Napoli dove si possono trovare queste pizze tradizionali, la maggior parte di esse sono nell'antico centro storico di Napoli.
Talvolta tali pizzerie andranno anche oltre le regole specificate, ad esempio, usando solo pomodori della varietà "San Marzano" cresciuti sulle pendici del Vesuvio e utilizzando solamente l'olio di oliva e aggiungendo fette di pomodoro in senso orario. Un'altra aggiunta alle regole è l'uso di foglie di basilico fresco sulla pizza marinara: non è nella ricetta "ufficiale", ma è aggiunto dalla maggior parte delle pizzerie napoletane per guarnirla. Le basi per pizza a Napoli sono soffici e friabili ma nel resto d'Italia, per esempio a Roma e in Sicilia, preferiscono una base sottile e croccante. Un'altra forma popolare di pizza in Italia è la "pizza al taglio" che è la pizza infornata in teglie rettangolari con un'ampia varietà di condimenti e venduta a peso.

## La pizza nel Nord America
La pizza fece la sua prima apparizione negli Stati Uniti con l'arrivo degli immigrati italiani nel tardo XIX secolo. Fu sicuramente il caso delle città con vaste popolazioni italiane, come San Francisco, Chicago, New York, New Haven, e Filadelfia dove la pizza fu inizialmente venduta sulle strade dei quartieri italiani. Nel tardo XIX secolo a Chicago, ad esempio, la pizza fu introdotta da un venditore ambulante che camminava su e giù lungo Taylor Street con un mastello di pizze sulla testa. Questo era il modo tradizionale in cui si vendeva la pizza a Napoli, in cilindri di rame con delle maniglie ai lati e un coperchio sopra per mantenere calde le pizze. Non passò molto tempo prima che i piccoli caffè e le drogherie iniziassero ad offrire le pizze alle loro comunità italoamericane. Fra le varie tipologie di pizze inventate dagli emigrati italiani negli USA si possono citare la pizza arrotolata di Filadelfia e la cosiddetta deep-dish pizza di Chicago, caratterizzata da un bordo molto alto.
Analogamente, in Canada, si sono diffuse altre varianti del piatto italiano. Oltre alla pizza hawaiana, contenente ananas e prosciutto e divenuta famosa in tutto il mondo, si può citare la pizza margherita di Toronto, con un cornicione di medio spessore e condita con aglio e olio di basilico. Tale ricetta, che è divenuta una specialità del capoluogo canadese, unisce la pizza italiana alla tradizione vietnamita dell'uso di condimenti a base di olio nel cibo. La catena di fast food Boston Pizza ha anche inventato la pizza cake, una serie di pizze sovrapposte le una sulle altre e unite dalla crosta esterna, mentre in vari ristoranti del Québec si è diffusa la cosiddetta pizza-ghetti, una porzione di spaghetti al pomodoro servita accanto a due fette di pizza.

## Etimologia
L'etimologia del nome "pizza" (che non è necessariamente legata all'origine del prodotto) deriverebbe secondo alcuni, da pinsa (dalla lingua napoletana), participio passato del verbo latino pinsere oppure del verbo "pansere", cioè pestare, schiacciare, pigiare che deriverebbe da pita mediterranea e balcanica, in greco πίττα, derivato da πεπττος ossia "infornato"; secondo quest'ultima ipotesi la parola deriverebbe dall'ebraico פִּתָּה o פיתה, dall'arabo كماج che appartiene alla stessa categoria di pane o focacce.
Il primo utilizzo della parola "pizza" risale al 997 ed è testimoniato in un testo latino proveniente dalla città di Gaeta. Altre ipotesi a proposito sono le seguenti:
- L'antica parola germanica “bizzo” o “pizzo”, dal significato di "morso", "focaccia" (in relazione anche alle parole inglesi "bit" e "bite") è stata importata in Italia nella metà del VI secolo durante l'invasione dei Longobardi.[27]. Questa è l'origine più accreditata secondo l'Oxford English Dictionary, anche se non è stata definitivamente confermata.[28]

## Cinema
Nel 2003 la produzione Lanterna Magica ha dedicato alla pizza il cartone animato Totò sapore e la magica storia della pizza, con una trama fantasiosa, ma l'ambientazione è sempre a Napoli.